# Oceanapia elastica
Oceanapia elastica är en svampdjursart som först beskrevs av Keller 1891.  Oceanapia elastica ingår i släktet Oceanapia och familjen Phloeodictyidae.
Artens utbredningsområde är Eritrea. Inga underarter finns listade i Catalogue of Life.